# TeleAvilés

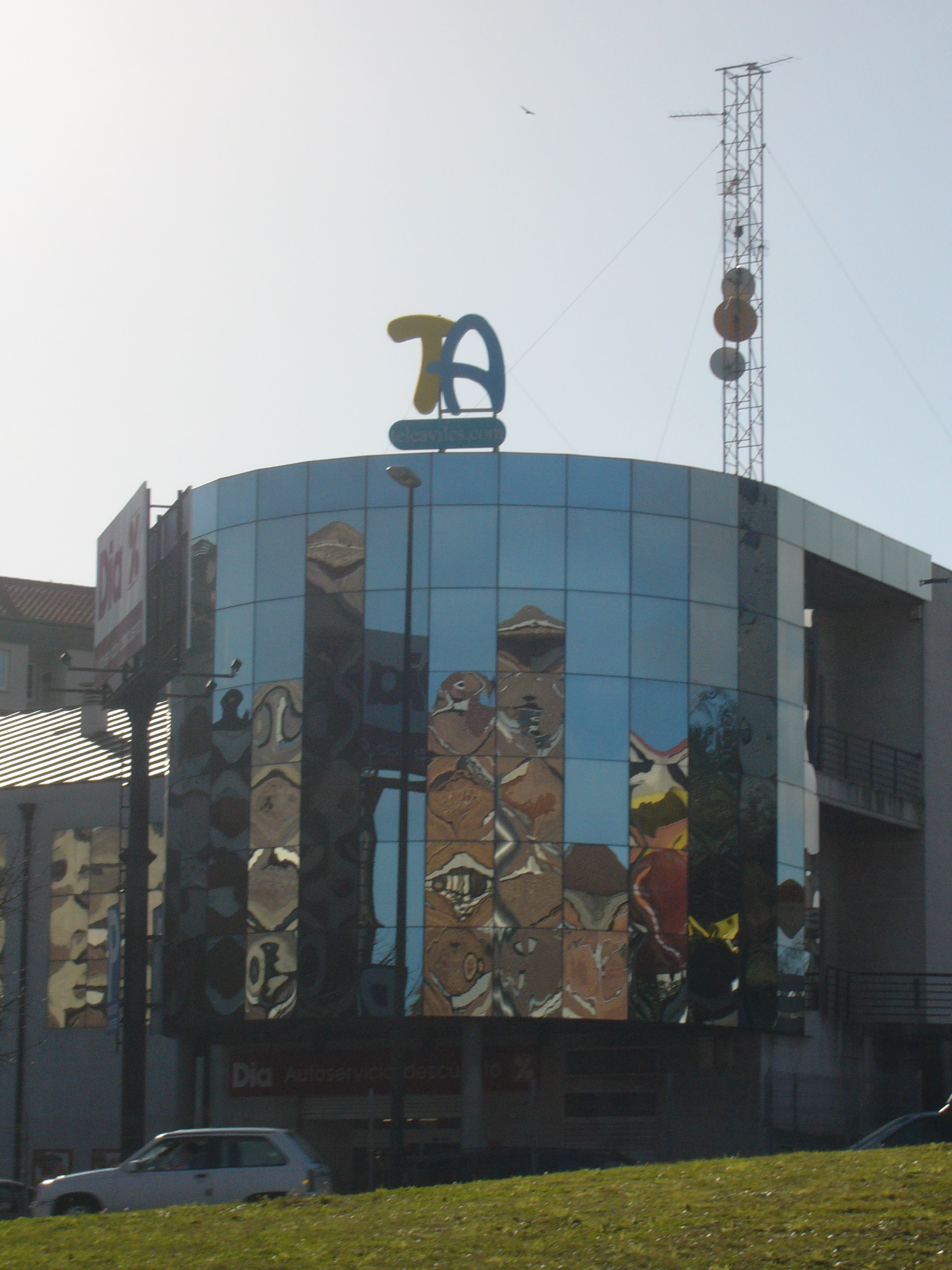
Sede de Teleavilés.

TeleAvilés fue una cadena local privada de España, que emitía en gran parte del Principado de Asturias. Fue fundada por José María Tejero del Río (Presidente del Real Avilés), en 1996.
Para aumentar su emisión, adquirió el Canal 48 Occidente, lo que permitió su expansión a gran parte del Principado de Asturias, confirmada posteriormente con la concesión de las licencias TDT, donde recibió 5 licencias para 5 demarcaciones de las 7 demarcaciones en concurso.
Su presentador más famoso era Toño Caamaño. Además se caracterizó por disponer de los derechos de la 3ª división asturiana de fútbol durante varias temporadas, siendo la única televisión de Asturias que retrasmitia todos los partidos de esta competición. 
Emitió programas deportivos, informativos y divulgativos, orientados a los ciudadanos de Asturias.
Perteneció a Cadena Local (Local Media) hasta que agosto del 2011 el grupo desapareció.
El 11 de marzo de 2012 inició las emisiones TDT en la demarcación de Avilés.